# インディア・サマー
インディア・サマー（India Summer、本名非公開、 1975年4月26日 - ）は、アメリカ合衆国で活動しているポルノ女優。ヌードモデルであり、AVNとXRCOの殿堂入りメンバーでもある。アイオワ州デモイン出身。
芸名は、「Indian summer（日本語訳すると小春日和）」という言葉が元になっている。
また、ポルノ映画以外に一般の映画にも出演している。
政治パロディもののポルノ映画にサラ・ペイリンを連想させるような女性政治家の役で出ることが多い 。

## 経歴
教師になろうと勉強していたが、結局、金融業に6年間務めた。その後、モデル業や女優業を始め、2005年、29歳の時にポルノ業界入りした。
2009年7月、アメリカのポルノ制作会社Girlfriends Filmsと女性同士の絡み（ガール・オン・ガール）を主とした内容のポルノ出演に関して独占契約を結んだ。
2011年11月、ポルノ映画『Perfect Fit』で監督デビューを果たした。
2011年の時点で78本ものポルノ映画に出ていたことから、2012年にインターネット・アダルト・フィルム・データベースは、サマーを「ポルノ業界一忙しい女優」と認定した。

### 一般作品への出演
サマーは、テレビドラマ『Reno 911!』や『サンズ・オブ・アナーキー』、『デクスター 警察官は殺人鬼』といった作品に小さな役で出演した。その他、National Lampoonによる2007年の映画『Homo Erectus』にも出演している。
また、ショウタイム のテレビ番組Girls of Sunset PlaceにはMarina Hazeで出演した。
2015年、サマーはインディペンデント映画『Marriage 2.0』で主演を務めた。オリジナル版には露骨なセックスシーンが含まれているが、編集版はアメリカ映画協会によるNC-17指定を受けた。イギリスの作家Gareth Mayは、イギリスのライフスタイル・カルチャーサイト「TheDebrief.co.uk」の記事で、この映画を「ポルノ業界のゲームチェンジャーになる可能性がある」と評し、「この映画には素晴らしい演技がいくつもある。特にインディア・サマーは秀逸で、ニナ・ハートレーの短い役柄は、彼女が明らかにコメディのタイミングと才能を持っていることを示している」と絶賛した。本作の全年齢対象版は、ニューヨークの2015年CineKink Film FestivalでBest Narrative賞を受賞した。

## 出演作品
- WIB ウーマン・イン・ブラック
- スマター・トレック/ネクスト・ジェネレーション
- 毒蜘蛛女

## 受賞歴
| 年   | 授賞式      | 部門賞                            | 作品                                                            | Refs.         |
| ---- | ----------- | --------------------------------- | --------------------------------------------------------------- | ------------- |
| 2011 | AVNアワード | Best Actress                      | 『An Open Invitation: A Real Swinger's Party in San Francisco』 | [ 15 ]        |
| 2012 | AVNアワード | MILF/Cougar Performer of the Year | N/A                                                             | [ 16 ]        |
| 2012 | XBIZ賞      | MILF Performer of the Year        | N/A                                                             | [ 17 ]        |
| 2012 | XRCO賞      | MILF Performer of the Year        | N/A                                                             | [ 18 ] [ 19 ] |
| 2012 | XRCO賞      | Unsung Siren                      | N/A                                                             | [ 18 ]        |
| 2014 | AVNアワード | MILF Performer of the Year        | N/A                                                             | [ 20 ]        |
| 2015 | AVNアワード | MILF Performer of the Year        | N/A                                                             | [ 21 ]        |
| 2015 | XRCO賞      | MILF Performer of the Year        | N/A                                                             | [ 22 ]        |
| 2016 | XBIZ賞      | Best Actress – Feature Release    | 『Marriage 2.0』                                                | [ 23 ]        |
| 2016 | XBIZ賞      | Best Sex Scene – Feature Release  | 『Marriage 2.0』                                                | [ 23 ]        |
| 2019 | AVNアワード | AVN殿堂                           | N/A                                                             | [ 24 ]        |
| 2021 | AVNアワード | Best Group Sex Scene              | 『Climax』                                                      | [ 25 ]        |
| 2021 | XRCO賞      | XRCO殿堂                          | N/A                                                             | [ 26 ]        |